# Кабраль, Лусиано
Лусиано Хавьер Кабраль (исп. Luciano Javier Cabral; 26 апреля 1995, Хенераль Алвеар, Аргентина) — чилийский футболист аргентинского происхождения, полузащитник клуба «Архентинос Хуниорс».

## Клубная карьера
Кабраль — воспитанник клуба КАИ. В 2011 году он дебютировал за основной состав в Примере B. В начале 2014 года Лусиано перешёл в «Архентинос Хуниорс», сумма трансфера составила 250 тыс. евро. 16 марта в матче против «Бока Хуниорс» он дебютировал в аргентинской Примере. В том же сезоне его клуб вылетел из элиты, но Кабраль остался в команде. 26 октября в поединке против «Нуэва Чикаго» Лусиано забил свой первый гол за «Архентинос Хуниорс».
Летом 2016 года Кабраль на правах аренды перешёл в бразильский «Атлетико Паранаэнсе». 30 июля в матче против «Спорт Ресифи» он дебютировал в бразильской Серии A.

## Международная карьера
В начале 2015 года Кабраль в составе молодёжной сборной Чили принял участие в молодёжном чемпионате Южной Америки в Уругвае. На турнире он сыграл в матчах против сборных Венесуэлы, Уругвая, Бразилии и Колумбии. В поединках против венесуэльцев и уругвайцев Родриго забил по голу.